# Tři Tygři ve filmu: JACKPOT
Tři tygři ve filmu: JACKPOT je česká filmová akční komedie režiséra Emila Křižky a scenáristů Alberta Čuby a Vladimíra Poláka. Ve filmu vystupují postavy známé z improvizační skupiny Tři tygři, ale příběh je na rozdíl od jejich předchozí tvorby (improvizační scénky) ucelený a vypráví celistvý příběh.
Hlavní role ztvárnili Albert Čuba, Štěpán Kozub, Robin Ferro, Vladimír Polák a Dušan Sitek. Ve vedlejších rolích se objevila řada ostravských herců (Markéta Matulová, Lada Bělašková, Josef Kaluža, Ondřej Malý, Alena Sasínová-Polarczyk, Beáta Hrnčiříková, Kristýna Lipinová a další), v cameo rolích se objevili například Iva Janžurová, Jiří Štěpnička, Honza Dědek, Milan Baroš nebo Miroslav Kalousek. Film se natáčel v letních měsících roku 2021 v Ostravě a jejím okolí.
Film měl v českých kinech premiéru 26. května 2022. Dne 8. srpna 2022 se objevil v programové nabídce Netflixu.

## O filmu
Hlavními postavami filmu jsou motorkář Milan (Albert Čuba) a David Votrubek (Štěpán Kozub), kteří díky stíracímu losu vyhrají jackpot ve výši 8 miliónu, pro který si ale musí dojet do pražského sídla Sazky, což se ukáže jako problém, protože při putování zabloudí a dostanou se mimo jiné do Polska a později na Slovensko. V patách jim jsou neschopný policista Robert (Robin Ferro) a neúspěšný herec Herbert Juříček (Vladimír Polák), kteří los chtějí získat pro mafiána Krále (Dušan Sitek). Ten se potýká s finančními problémy a chce využít hlouposti a naivity hlavních hrdinů. Netuší však, že společné putování hrdiny stmelí a bude muset využít své nejlepší zabijáky, aby měl šanci los získat. 

## Obsazení
| Albert Čuba              | motorkář Milan         |
| Štěpán Kozub             | David Votrubek         |
| Robin Ferro              | policista Robert       |
| Vladimír Polák           | herec Herbert Juříček  |
| Dušan Sitek              | mafián Král            |
| Sára Erlebachová         | Zbyhněva, gorila Krále |
| Petr Sýkora              | Bubák, gorila Krále    |
| Zbigniew Kalina          | farář                  |
| Markéta Matulová         | sestra Ambrózie        |
| Michal Noga              | trafikant Zbyněk       |
| Alena Sasínová-Polarczyk | polská pumpařka        |
| Lada Bělašková           | inspicientka           |
| Kristýna Lipinová        | dálniční policistka    |
| Ondřej Malý              | mechanik               |
| Josef Kaluža             | zastavárník            |
| Honza Dědek              | zabiják                |
| Janusz Klimsza           | bača                   |
| Jiří Sedláček            | tanapák                |
| Ondřej Brett             | loterijník             |
| Zdeněk Hrabal            | policejní vrátný       |
| Milan Baroš              | doručovatel Milan      |
| Tomáš Magnusek           | revizor                |
| Tomáš Dianiška           | Brňák                  |
| Miroslav Kalousek        | rybář                  |
| FattyPillow              | pojišťovák             |
| Beáta Hrnčiříková        | pojišťovačka           |
| Marie Logojdová          | sousedka               |
| Michaela Rykrová         | sestra Julie           |
| Marie Anna Kupcová       | sestra Marie           |
| Izabela Vydrová          | sestra Žofie           |
| Táňa Bystroňová          | Marie Svatá            |
| Marcin Kaleta            | Juzek 1                |
| Daniel Bodlák            | Juzek 2                |
| Emil Křižka              | Juzek 3                |
| Iva Janžurová            | hrála sama sebe        |
| Jiří Štěpnička           | hrál sám sebe          |

## Recenze
Film získal od českých filmových kritiků povětšinou průměrná až podprůměrná hodnocení: 
- Jan Varga, Filmspot, 20. května 2022, [6]
- Mirka Spáčilová, IDNES.cz, 23. května 2022, [7]
- Karolina Benešová, Červený koberec, 25. května 2022, [8]
- Lukáš Král, Kinobox, 25. května 2022, [9]
- Mojmír Sedláček, MovieZone, 27. května 2022, [10]
- Jakub Peloušek, Eurozprávy, 26. června 2022, [11]

Kamil Fila ve své recenzi pro Aktuálně.cz uvádí, že Tři tygři jsou fenoménem s početným publikem, ale zvolený formát není film, nýbrž „soubor skečů, které nedrží pohromadě“. Tomáš Stejskal v recenzi pro stejné periodikum konstatuje, že ve filmu ztratili Tři tygři údernost ze svých komediálních scének a že nenacházejí způsob, jak vhodně zužitkovat trefně provedené parodické pasáže. Jan Jaroš v recenzi pro ČT art píše, že humor ve filmu „nebere na vědomí, že se výstavba krátkého skeče liší od výstavby celovečerního příběhu, který by neměl být pouhým součtem takových skečů“.